# Монкс-Корнер (Південна Кароліна)
Монкс-Корнер (англ. Moncks Corner) — місто (англ. town) в США, в окрузі Берклі штату Південна Кароліна. Населення — 13 297 осіб (2020).

## Географія
Монкс-Корнер розташований за координатами 33°11′46″ пн. ш. 79°58′43″ зх. д. / 33.19611° пн. ш. 79.97861° зх. д. (33.196136, -79.978530).  За даними Бюро перепису населення США в 2010 році місто мало площу 19,22 км², з яких 18,87 км² — суходіл та 0,35 км² — водойми.

## Демографія
Згідно з переписом 2010 року, у місті мешкало 7885 осіб у 2851 домогосподарстві у складі 1999 родин. Густота населення становила 410 осіб/км².  Було 3376 помешкань (176/км²).
Расовий склад населення:
| - 57,7 % — білих - 36,0 % — чорних або афроамериканців - 0,5 % — корінних американців - 0,5 % — азіатів - 3,3 % — осіб інших рас |

До двох чи більше рас належало 2,0 %. Частка іспаномовних становила 5,1 % від усіх жителів.
За віковим діапазоном населення розподілялося таким чином: 27,4 % — особи молодші 18 років, 62,0 % — особи у віці 18—64 років, 10,6 % — особи у віці 65 років та старші. Медіана віку мешканця становила 33,1 року. На 100 осіб жіночої статі у місті припадало 94,5 чоловіків;  на 100 жінок у віці від 18 років та старших — 90,0 чоловіків також старших 18 років.
Середній дохід на одне домашнє господарство  становив 57 152 долари США (медіана — 48 325), а середній дохід на одну сім'ю — 70 457 доларів (медіана — 63 915). Медіана доходів становила 45 810 доларів для чоловіків та 29 614 долари для жінок. За межею бідності перебувало 14,2 % осіб, у тому числі 17,1 % дітей у віці до 18 років та 11,5 % осіб у віці 65 років та старших.
Цивільне працевлаштоване населення становило 4295 осіб. Основні галузі зайнятості: освіта, охорона здоров'я та соціальна допомога — 16,1 %, науковці, спеціалісти, менеджери — 13,5 %, будівництво — 12,5 %, виробництво — 12,2 %.